# Lester Salamon
Lester M. Salamon (nascido em 1943) é professor na Johns Hopkins University. Ele é também diretor do Centro de Estudos da Sociedade Civil no Instituto Johns Hopkins para Estudos Políticos. Salamon escreveu cerca de 20 livros, além de centenas de artigos, participando de monografias e capítulos e escrito para o Foreign Affairs, o New York Times, Voluntas, e várias outras publicações. Ele foi pioneiro no estudo empírico da Sociedade Civil Sem Fins Lucrativos nos Estados Unidos, e é considerado por muitos especialistas no seu campo um expert em ferramentas alternativas de ações governamentais e da sociedade civil sem fins lucrativos nos EUA e no mundo inteiro.

## Formação
Salamon graduou-se como bacharel em Economia Política na Princeton University in 1964 e tornou-se Ph.D. em Governança na Harvard University em 1971.

## Carreira
Salamon é diretor do Centro de Estudos da Sociedade Civil, Instituto Johns Hopkins para Estudos Políticos, e professor na Escola Johns Hopkins de Artes e Ciências (desde 1997 até hoje). No Instituto Johns Hopkins para Estudos Políticos faz pesquisa e treinamento envolvendo 14 profissionais em tempo integral com foco em questões relacionadas com organizações sem fins lucrativos, filantropia, e sociedade civil nos Estados Unidos e em todo o mundo.
De 1987 até 1997, Salamon foi o Diretor do Instituto Johns Hopkins para Estudos Políticos, quando este foi fundado, e professor da Escola Johns Hopkins de Artes e Ciências, na Johns Hopkins University.
Ele também criou e estabeleceu o Setor de Projetos Comparativos da Sociedade Civil Sem Fins Lucrativos Johns Hopkins, do programa de Mestrado da Johns Hopkins Artes e Estudos de Políticas e pesquisas relacionadas e programas de treinamento.
Salamon foi o diretor do Centro de Pesquisa para Governança e Gestão na Urban Institute em Washington, D.C. de 1980 - 1986, onde ele garantiu financiamento para a Urban Institute's Nonprofit Sector Project, sendo este um grande salto para a estruturação de estudos dos segundo e terceiro setores.  Ele foi Diretor Adjunto de Administração e Orçamento dos Estados Unidos, em Washington, DC, de 1977 até 1979.
Salamon lecionou na Duke University de 1977 até 1980, Vanderbilt University de 1970 até 1973, e na Tougaloo College de Tougaloo, Mississippi desde 1966 até 1967.

## Atividades Profissionais
Salamon ocupa o cargo de presidente do conselho da Fundação Comunidade da Chesapeake, e está na diretoria da Associação Maryland de Organizações Sem Fins Lucrativos. Ele é membro do Comitê do Conselho Social de Ciência e Pesquisa de Filantropia e Terceiro Setor. Ele também está no Conselho Editorial da Voluntas, Administration and Society, Society, Public Administration Review, and Nonprofit and Voluntary Sector Quarterly.

## Honras e Prêmios
Em 1996 Salamon ganhou o ARNOVA (Associação para a Investigação sobre as Organizações Sem Fins Lucrativos e Ação Voluntárias), Award for Distinguished Book in the Nonprofit and Voluntary Action Research Writing Partners in Public Service: Government and the Nonprofit Sector in the Modern Welfare State. Outro livro seu, The Global Civil Society: Dimensions of the Nonprofit Sector, que foi produzido em associação com uma equipe de colegas de todo o mundo, ganhou o Prêmio Virginia Hodgkinson para a melhor publicação na área sem fins lucrativos em 2001. Ele ganhou o Distinguished Lifetime Achievement Award ARNOVA em novembro de 2003.